# Южный пайюте
Пайюте, или южный пайюте, — один из языков Северной Америки, относящийся к юто-ацтекской языковой семье. Состоит из нескольких диалектов, различия между которыми незначительны.

## Генетическая классификация
Южный пайюте — один из языков южной подгруппы нумийской группы северных юто-ацтекских языков. На его диалектах говорят представители многочисленных индейских племён, населяющих юго-запад штата Юта, северо-запад Аризоны, северную Неваду и юго-восток Калифорнии.
В начале XX в., согласно терминологии Крёбера, южный пайюте относили к ветви Юте-чемеуэви Плато-шошонской языковой семьи.
К южной подгруппе относятся:
— диалекты пайюте
— диалекты юте (запад Колорадо и большая часть территории штата Юта)
— каваиису (южная и центральная Калифорния)
— чемеуэви (юго-восток Калифорнии)

## Социолингвистическая информация
По данным Этнолога, 1,430 носителей. Язык живого общения для всех поколений, однако число его носителей сокращается. В Сан Хуане он является первым в основном для взрослых, но не для детей. Подавляющее большинство носителей влядеет также английским языком. В отличие от чемеуэви, для которого началась программа по ревитализации, и от юте, программы по поддержанию которого финансируются самими племенами, не существует никаких программ для южного пайюте.
В качестве письменности используется латинский алфавит.

## Типологическая характеристика

### Полисинтетизм
Структура предложения в южном пайюте такова, что к глагольной словоформе присоединяется кластер энклитик, образуя с ним единое фонетическое слово, не являющееся словоформой с морфологической точки зрения. Энклитики присоединяются непосредственно к концу предшествующего слова, никаких морфонологических процессов на стыке не происходит.
iviŋu=nthɕɑ=r'ɔɑ=nɪ
попить=pst=inter=я
Я попил?
В саму глагольную словоформу могут инкорпорироваться существительные разных типов, партиципанты с различными семантическими ролями: от субъекта и прямого дополнения, до инструмента и места.
pɑʝɯu-rɯq:ɑi‘
рыба-ест
он есть рыбу
pɑ-ʝunuyɔʁwɑi‘
вода-кипит
Вода кипит

### Агглютинация
Присутствует как префиксация (в словообразовании), так и суффиксация (в словообразовании и словоизменении)
nɑ-vшnɪ-thuic:-ɑiɑŋɑ-nɪ
refl-видеть-позволить-он-я
Онi позволил мне увидеть егоi.

### Двойное маркирование
В именной группе:
mɑŋɑiɑ pɑɑ-ɑŋɑ
он.obj тётя-poss.3sg
его тётя
В предикации:
Ядерные актанты глагола маркируются падежами, а в глагольной словоформе присутствует показатель согласования с объектом в лице и числе.
mɑŋɑɕ: unɪts: piy-ɑ̅ŋ ɑŋ‘ sɑʝwɑxuɕɑv-i sɑ'ɑ-p:ɯʝɑiy-ɑŋ‘
тот тогда мать-3sg.poss она сокол-obj сварить-narr.pst-3sg.obj
Тогда его мать сварила сокола.

### Аккузативная стратегия маркирования актантов
Единственный актант пациентивного глагола — оформляется субъектным падежом (не имеет вещественного морфологического показателя)
ɯŋɑ'pitɕ ɑŋ‘ wɯ'ɯk: upɯʝɑ‘
ребёнок он упал
Ребёнок упал.
Единственный актант агентивного глагола — оформляется субъектным падежом
ɕinɑ̅ŋwɑφi qɔnipшʝɑ
койот вернулся
Койот вернулся.
Актанты двухместного глагола: агенс — субъектным падежом, пациенс — объектным падежом (-i)
unɪts: ɑi-p:ɯʝɑ‘ ɑʝwɑxuɕɑv ɑŋ‘ piyɑiɑv ɑŋɑtux: wɑ
тогда сказал сокол он мать.poss ей
Тогда сказал сокол своей матери.
mɑŋɑɕ: unɪts: piy-ɑ̅ŋ ɑŋ‘ sɑʝwɑxuɕɑv-i sɑ'ɑp:ɯʝɑiy-ɑŋ‘
тот тогда мать-3sg.poss она сокол-obj сварила-3sg.obj
Тогда его мать сварила сокола.

### Базовый порядок слов
Как видно из предыдущего примера, базовым является порядок SOV.

## Общие фонетические и морфологические особенности

### Фонетика и фонология

#### Гласные
Южный пайюте различает 5 различных по качеству гласных, каждая из которых может быть краткой или долгой.
ɑ, i (дополнительно распределён с ɪ), u (дополнительно распределён с o), ɔ, ɯ (характерный для большинства шошонских диалектов).
| Ряд/Подъём | Передний     | Задний       |
| ---------- | ------------ | ------------ |
| Верхний    | i, i̅, (ɪ, ɪ̅) | ɯ, ɯ̅, u, u̅,  |
| Средний    |              | ɔ, ɔ̅, (о, o̅) |
| Нижний     |              | ɑ, ɑ̅         |

Есть также дифтонги: ɑi (ɛi), ui (oi), ɔi, ɯi, ɑu
На конце слова гласные оглушаются.

#### Согласные
Запись представляет собой некий компромисс между записью, используемой в [Sapir 1930] и МФА.
|               |               | Взрывные | Взрывные | Фрикативные | Фрикативные | Аффрикаты | Носовые | Носовые | Дрожащие | Дрожащие |
|               |               | Неприд.  | Придых.  | Звонкие     | Глухие      | Аффрикаты | Звонкие | Глухие  | Звонкие  | Глухие   |
| ------------- | ------------- | -------- | -------- | ----------- | ----------- | --------- | ------- | ------- | -------- | -------- |
| Губные        | Неогубл.      | p        | ph       | v           | φ           |           | m       | m̥       |          |          |
| Губные        | Огубл.        | pw       | phw      | vw;w        | φW;W        |           | mw      | m̥w      |          |          |
| Зубные        | Зубные        | t        | th       |             |             |           | n       | n̥       |          |          |
| Альвеолярные  | Альвеолярные  |          |          |             | s           | ts;tsh    |         |         | r        | r̥        |
| Передненёбные | Передненёбные |          |          |             | ɕ           | tɕ; tɕh   | ɲ       |         |          |          |
| Средненёбные  | Неогубл.      | с        | ch; cx;  | ʝ;x̭;y       | ç; ç;Y      |           | ny      |         |          |          |
| Средненёбные  | Огубл.        |          |          | ʝw;x̭w       | çw          |           |         |         |          |          |
| Задненёбные   | Неогубл.      | (k)      | (kh)     | ɣ           | x           |           | ŋ       |         |          |          |
| Задненёбные   | Огубл.        | (kw)     | (khw)    | ɣw          | xW          |           | ŋw      | ŋ̥̥̊w      |          |          |
| Увулярные     | Неогубл.      | q        | qh       | ʁ           |             |           |         |         |          |          |
| Увулярные     | Огубл.        | qw       | qhw      | ʁw          |             |           |         |         |          |          |
| Гортанные     | Гортанные     | ’        |          |             | h; ‘        |           |         |         |          |          |

Встречаются также геминированные и глоттализованные согласные. Они служат для выражения некоторых грамматических значений, таких как семельфактив и точечность действия, в противоположность длительному действию.

#### Ударение
Основной закон — закон чередования ударных и безударных мор, согласно которому все нечётные моры — «слабые», или относительно безударные, а все чётные — «сильные», или относительно ударные. Главное ударение падает на вторую мору.
Таким образом, все слова, начинающиеся на исконно долгий гласный, дифтонг или гортанный смычный, имеют ударение на первом слоге. Слова, начинающиеся на исконно краткий гласный, имеют ударение на втором слоге, кроме тех случаев, когда он является последним. В этом случае гласный последнего слога оглушается, и ударение возвращается на первый слог.

### Морфология

#### Имя

##### Падежная система
Выделяется два падежа: субъектный и объектный.
- Субъектный падеж: маркирует подлежащее глагола главной клаузы и объект при императиве
- Объектный падеж: маркирует объект транзитивного глагола, субъект глагола подчинённой клаузы, посессора именной группы

##### Множественное число
Может образовываться двумя способами:
```
Редупликация (для одушевлённых и неодушевлённых)
Суффиксы множественного числа (только для одушевлённых) -ŋwɯ-, -m:ɯ-
```

##### Местоимения
Личные местоимения
|   |    |        |        | Subject     | Object         |
| - | -- | ------ | ------ | ----------- | -------------- |
| 1 | Sg | Sg     | Sg     | nш          | nшn: iɑ        |
| 1 | Du | Du     | Du     | tɑm: i      | tɑm: iɑ        |
| 1 | Pl | инкл   | инкл   | tɑŋwɑ       | tɑŋwɑiɑ        |
| 1 | Pl | экскл  | экскл  | nшm:wi      | nшm:wiɑ        |
| 2 | Sg | Sg     | Sg     | im: i       | im: iɑ         |
| 2 | Pl | Pl     | Pl     | mwшmwi      | mwшmwiɑ        |
| 3 | a  | одуш   | Sg     | ɑŋɑ         | ɑŋɑiɑ          |
| 3 | a  | одуш   | Pl     | ɑmш         | ɑmшɑ           |
| 3 | a  | неодуш | неодуш | ɑrш; ɑq:ɑ   | ɑrш; ɑq:ɑiɑ    |
| 3 | b  | одуш   | Sg     | mɑŋɑ        | mɑŋɑiɑ         |
| 3 | b  | одуш   | Pl     | mɑm: ш      | mɑm: шɑ        |
| 3 | b  | неодуш | неодуш | mɑrш; mɑq:ɑ | mɑrшɑ; mɑq:ɑiɑ |
| 3 | c  | одуш   | Sg     | iŋɑ         | iŋɑiɑ          |
| 3 | c  | одуш   | Pl     | im: ш       | 'm: шɑ         |
| 3 | c  | неодуш | неодуш | itɕш; ic:ɑ  | itɕш; ic:ɑiɑ   |
| 3 | d  | одуш   | Sg     | uŋwɑ        | uŋwɑiɑ         |
| 3 | d  | одуш   | Pl     | um:wш       | um:wшiɑ        |
| 3 | d  | неодуш | неодуш | uru; uq: wɑ | uru; uq: wɑiɑ  |

Группа a: Он, тот, неопределённый
Группа b: Он, тот, видимый
Группа с: Он, этот
Группа d: Он, тот, невидимый
Есть также группы энклитических личных местоимений (используются в функции артиклей), указательных (совпадают с личными местоимениями 3-го лица), вопросительные, относительные и возвратные.

##### Числительные
Первичные числительные только 1-3.
1. ɕv:-
2. wɑ̅-
3. pɑi-
4. wɑ‘tɕɯŋwi (основано на числительном 2: wɑ̅ -> wɑ)
5. mɑn:ɪɣɪ- (mɑ — рука)
6. nɑvɑi- (nɑ — реципрок+pɑi -> дважды три)
7. nɑvɑɪcɑvɑi- (базировано на 6.)
8. wɑ'ɑŋwɑ‘ɕɯŋwi- (несколько нерегулярная редупликация 4.)
9. ɕu(w)ɑrɔɣɔmɑ‘ɕɯŋwi- (ɕu(w)ɑ — приблизительно+10.)
10.tɔɣɔm:ɑ‘ɕɯŋwi- (mɑ — рука)

#### Глагол

##### Порядок элементов в глагольной словоформе
Преффиксальные позиции
```
Наречный префикс
Рефлексивный префикс
Инструментальный префикс
```

Основа
```
Глагольная основа (простая или составная)
Вербализующий суффикс
```

Суффиксальные позиции
```
Суффиксы залога и аспекта: -γɑ-, -γi-, -q:i-, -n:ɑ-, -tɕɑ-
-tɕɑi-
Каузатив -t:hui-
Индиректив (или транзитивизатор) -ŋqɯ-
Суффиксы множественности -q:ɑ-, -'ŋwɑ-, -t:ɯ-
Суффиксы движения, континуативные -n'ni-
Семельфактивные суффиксы -ŋu-, q:u-
Результативный -q:ɑi- и пассивный -t:ɯ̅-
Перфективный -q:ɑi- и узитативный -m:iɑ-
Суффикс будущего времени -pɑ̅-
Узитативный -n:ɑ-
Нарративное прошедшее -p:ɯʝɑi-
Имперсонал -th:uɑ-
Показатели времени и наклонения: настоящее -yɯ-, -q:ɑ-, модальный -kv:-, дубитативный -pɯ̅-
Синтаксические элементы: номинализация, подчинительные суффиксы
```

Энклитические позиции

##### Порядок энклитических элементов в словоформе
| Позиция  | 1            | 2                    | 3                                                                          | 4                                               | 5            | 6         | 7           | 8         | 9                              |
| -------- | ------------ | -------------------- | -------------------------------------------------------------------------- | ----------------------------------------------- | ------------ | --------- | ----------- | --------- | ------------------------------ |
| клитика  | -ɕ:u-        | -y'ɑ-;-ɕ:uy'ɑ-       | -ntɕɑ-;-ɣwɑ-                                                               | -ɑ-;-'ɑ-;-ruɑ-;-ntuɑ-                           | -ru'ɑ-;-yɑ-  | -n: iɑ-   | pron;-ɑq:ɑ- | -n: oɑ-   | -ɣɑ'ɑ-;-ɣɑin: iɑ-;-'-;-p:ɯtsɪ- |
| значение | опять, снова | квотатив;дезидератив | недавнее прошедшее;претерит (более далёкое прошлое), внешняя необходимость | эмфатич.;основание для сравнения(только с сущ.) | интеррогатив | сравнение |             | дубитатив | даже;тоже;дубитатив;эмфатич.   |

## Интересные явления

### Значения глагольных префиксов
Наречные значения выражаются в глагольной префиксации:
ɑ̅- спокойно, постепенно
i̅- заранее
ɯ'- напрасно
nɑm:ɯ- сперва
nɑn:ɪ- по-отдельности
ɔn:ɔ- только что, рано

### Классифицирующие суффиксы
| суффикс  | -φi                                                   | -p: i                                                 | -mpi                                                  | -φɯ                                                   | -p:ɯ                                                  | -mpɯ                                                  | -tsɪ                 | -ntsɪ                |
| -------- | ----------------------------------------------------- | ----------------------------------------------------- | ----------------------------------------------------- | ----------------------------------------------------- | ----------------------------------------------------- | ----------------------------------------------------- | -------------------- | -------------------- |
| значение | классы животных, топографических объектов, реже людей | классы животных, топографических объектов, реже людей | классы животных, топографических объектов, реже людей | классы животных, топографических объектов, реже людей | классы животных, топографических объектов, реже людей | классы животных, топографических объектов, реже людей | одушевлённые объекты | одушевлённые объекты |
| значение |                                                       |                                                       | класс ягод                                            | класс растений                                        | класс растений                                        | класс растений                                        |                      |                      |

Примеры:
pɑ'ɑ-φi — животное-an
tsɪ'ɑ-mpi — каролинская роза-berry
qɑnɑ-φɯ — ива-plant
qwi̅-ts: — левая рука-pers, левша
Некоторые существительные, такие как термины родства, части тела, часть целого, подразумевают наличие посессора. В случае, если посессор неопределённый или неспецифицированный, также используются суффиксы -φi, -p: i, -mpi
-φi: moɑ-φi
отец-poss.0
-p: i: ɑɯ-p: i
кровь-poss.0
-mpi: ɑɣɔ-mpi
язык-poss.0

### Суффиксы, сопровождающие отношения обладания
Согласно грамматике Э. Сепира, в южном пайюте имеется ряд суффиксов, сопровождающих посессивные энклитические местоимения и глаголы обладания.
-ɑ- : для отчуждаемой принадлежности
tɯvwɪ-p:ɯ-ɑ-nɯmɪ
страна-kl-poss-1pl.excl
наша страна (не включая слушающего)
-'ɑ- : для неотчуждаемой принадлежности, которая однако в жизни часто встречается отдельно от своего обладателя (кожа, кость, жир, слюна)
tɯɣiɑ-yoo-'ɑ
олень-жир-poss
жир оленя
-ŋwɑ-:
pɑɯ-ŋwɑ-nɪ
кровь-poss-1sg
моя кровь

### Глагольные суффиксы залога и аспекта
|                            |                   |                   | суффикс |
| -------------------------- | ----------------- | ----------------- | ------- |
| непереходный (медиопассив) | пунктив           | пунктив           | -q:i-   |
| непереходный (медиопассив) | итератив-дуратив  | итератив-дуратив  | -ɣi-    |
| непереходный (медиопассив) | дуратив           | дуратив           | -ɣɑ-    |
| непереходный (медиопассив) | первичный дуратив | первичный дуратив | -tɕɑi-  |
| переходный                 | Ед.ч. объекта     | дуратив           | -nɑ-    |
| переходный                 | Ед.ч. объекта     | пунктив           | -n'nɑ-  |
| переходный                 | Мн.ч. объекта     | Мн.ч. объекта     | -tɕɑ-   |
| активный залог             | активный залог    | активный залог    | -ɑ̅-     |
| неактивный залог           | неактивный залог  | неактивный залог  | -i-     |